# Anna Caroline Oury
Anna Caroline Oury, anche soprannominata Ninette (Landshut, 24 giugno 1808 – Monaco di Baviera, 22 luglio 1880), è stata una pianista e compositrice francese naturalizzata tedesca.

## Biografia
Anna Caroline de Belleville, spesso chiamata "Ninette", nacque a Landshut, in Baviera, in Germania, figlia di un aristocratico francese che fu il direttore dell'Opera di Corte nazionale di Mannheim. Ella studiò con Carl Czerny a Vienna tra il 1816 e il 1820, dove incontrò Beethoven e assistette ad una sua esibizione. Nel 1829 Anna si recò a Varsavia dove Chopin la udì suonare in modo abbastanza impressionante da poterlo annotare in una lettera, lodando il suo gioco "eccellente" per la sua leggerezza ed eleganza. Dodici anni dopo, nel 1841, Chopin dedicò il suo valzer in fa minore op. Posth. 70, n. 2, a Mme. Oury, sebbene rimase inedito fino al 1855.
Nel luglio 1831 debuttò a Londra all'His Majesty's Theatre con Niccolò Paganini e nell'ottobre sposò Antonio James Oury (1800–1883), violinista al King's Theatre; i due andarono in tournée come duetto. Si esibirono in Germania, Francia, Belgio, Paesi Bassi, Austria e Russia tra il 1831 e il 1839 prima di stabilirsi in Inghilterra, ad eccezione di una tournée di concerti in Italia nel 1846-7.
Lavorando assieme al marito, contribuì a creare la Brighton Musical Union nel 1847, un club per la musica da camera sul modello della London Musical Union. Anna Caroline Oury spese il resto della sua carriera concentrandosi sulla composizione fino al suo ritiro nel 1866, scrivendo circa 180 opere per pianoforte in questo periodo. Morì a Monaco nel 1880 all'età di 72 anni.

## Opere
Oury pubblicò più di 200 opere, comprese numerose trascrizioni. Tra queste:
- Souvenir d'Edinbourg (arrangiamento)
- Fantasia sull'opera "L'Africaine"
- La Chasse de Compiegne
- Plaintes de I'Absence
- Marche Ecossaise
- Valse brillante
- Notturno[9]